# Generic Substation Events
Generic Substation Events（汎用変電イベント、GSE）は、IEC 61850で定義されている、変電所ネットワーク全体にわたるイベントデータを転送するための高速で信頼性の高いメカニズムを提供する制御モデルである。このモデルは、マルチキャストやブロードキャストのサービスを使用して複数の物理デバイスによって同じイベントメッセージが受信されることを保証する。GSE制御モデルは、さらにGOOSE(Generic Object Oriented Substation Events)とGSSE(Generic Substation State Events)に分類される。

## Generic Object Oriented Substation Events
Generic Object Oriented Substation Events（汎用オブジェクト指向変電イベント、GOOSE（グース））は、任意の形式のデータ（状態と値）がデータセットとしてグループ化され、4ミリ秒以内に送信される制御モデル・メカニズムである。指定された伝送速度と信頼性を確保するために、以下のメカニズムが使用される。
- GOOSEデータは、イーサネットのデータパケットに直接埋め込まれており、マルチキャストまたはブロードキャストのMACアドレスの出版-購読型モデルメカニズムで機能する。
- GOOSEは、同じ物理ネットワーク内に別々の仮想ネットワークを持ち、適切なメッセージプライオリティレベルを設定するために、IEEE 802.1Qに従ってVLANとプライオリティタギングを使用する。
- 拡張再送メカニズム - GOOSEメッセージは、増加する再送信間隔で再送信される。GOOSEデータセット要素内で新しいイベントが発生すると、既存のGOOSE再送メッセージが停止される。GOOSEプロトコル内の状態番号によって、そのGOOSEメッセージが新しいメッセージか再送信されたメッセージかを識別する。
- GOOSEメッセージはブランドに依存しないように設計されている。一部のベンダーは、ベンダー固有のケーブルやアルゴリズムを使わずに、変電所ネットワーク内で真に相互運用可能なアプローチのためのIEC 61850に完全に対応するインテリジェント電子装置(IED)を提供している。

## Generic Substation State Events
Generic Substation State Events（汎用変電状態イベント、GSSE）は、UCA 2.0のイベント転送メカニズムの拡張である。GSSEを介して交換できるのは状態データのみであり、GOOSEで使用されているようなデータセットではなく状態リスト（ビット列）を使用する。GSSEメッセージは、GOOSEメッセージと同様のメカニズムを使用して、IEC/ISO 8802-2および8802-3を介して直接送信される（IEC 61850-7-1の12.2項、IEC 61850-8-1の6.4項を参照）。
GSSEフォーマットはGOOSEよりシンプルであるため、一部のデバイスではより高速に処理される。GSSEはGOOSEによって置き換えられつつあり、対応するデバイスは最終的にはなくなるかもしれない。